# Estinnes-au-Mont
Estinnes-au-Mont is een dorp in de Belgische provincie Henegouwen, en een deelgemeente van de Waalse gemeente Estinnes.
Estinnes-au-Mont was een zelfstandige gemeente, tot die bij de gemeentelijke herindeling van 1977 toegevoegd werd aan de gemeente Estinnes.

## Bezienswaardigheden
- De Sint-Remigiuskerk {Église Saint-Remy) heeft een 15e-eeuws gotisch koor en toren. De kerk werd in 1729 en 1750 in classicistische zin verbouwd.
- De Onze-Lieve-Vrouw van Cambronkapel (Chapelle Notre-Dame de Cambron) is een gotische kapel, gesticht in 1483.

## Natuur en landschap
Estinnes-au-Mont ligt aan de Chaussée Brunehaut en aan de Ruisseau des Estinnes. Ook de kerk ligt direct aan deze weg. De hoogte aan de kerk bedraagt 88 meter.  

## Demografische ontwikkeling
- Bronnen:NIS, Opm:1831 tot en met 1970=volkstellingen, 1976= inwoneraantal op 31 december

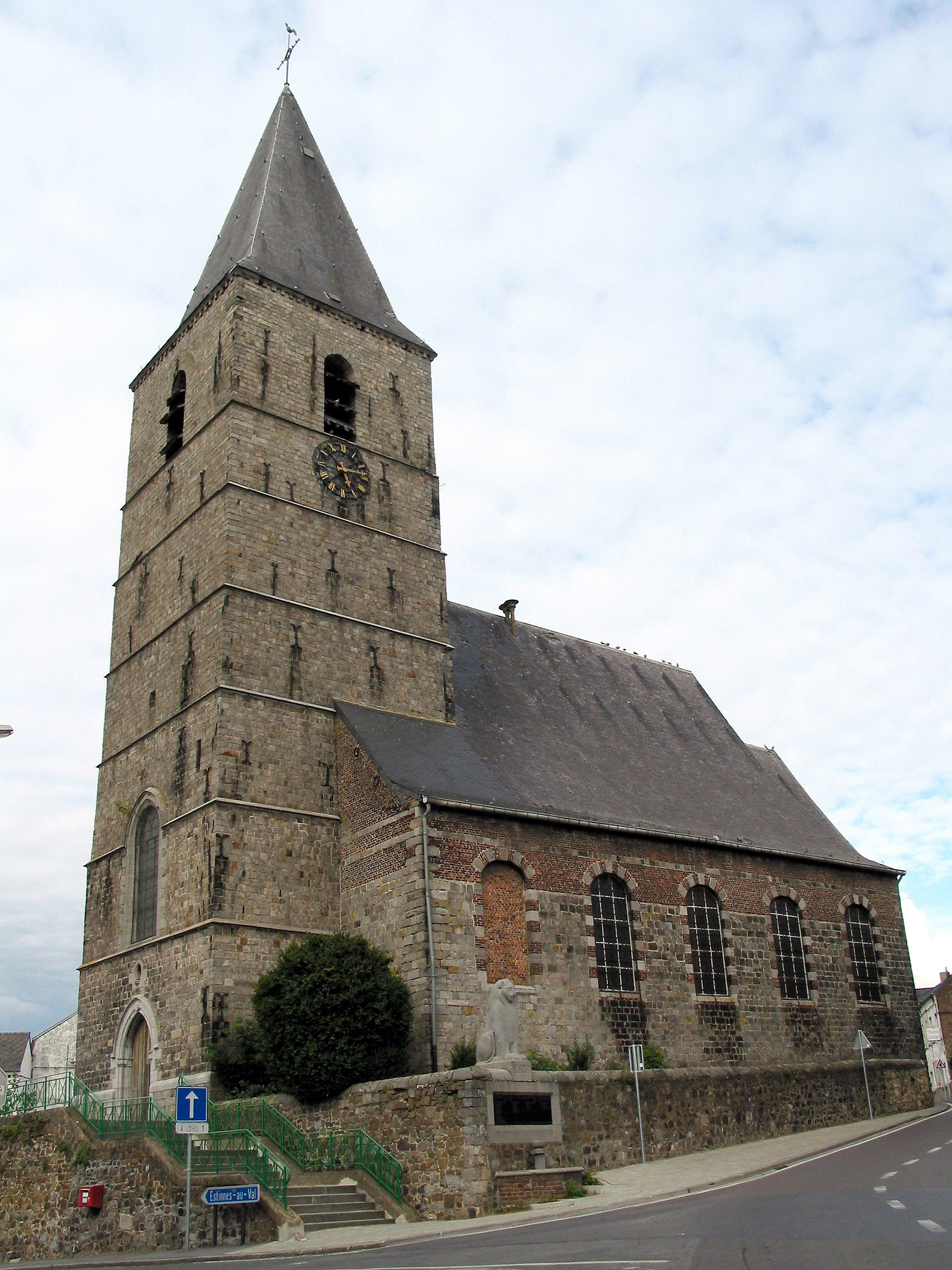
Estinnes-au-Mont, kerk Saint-Remi.
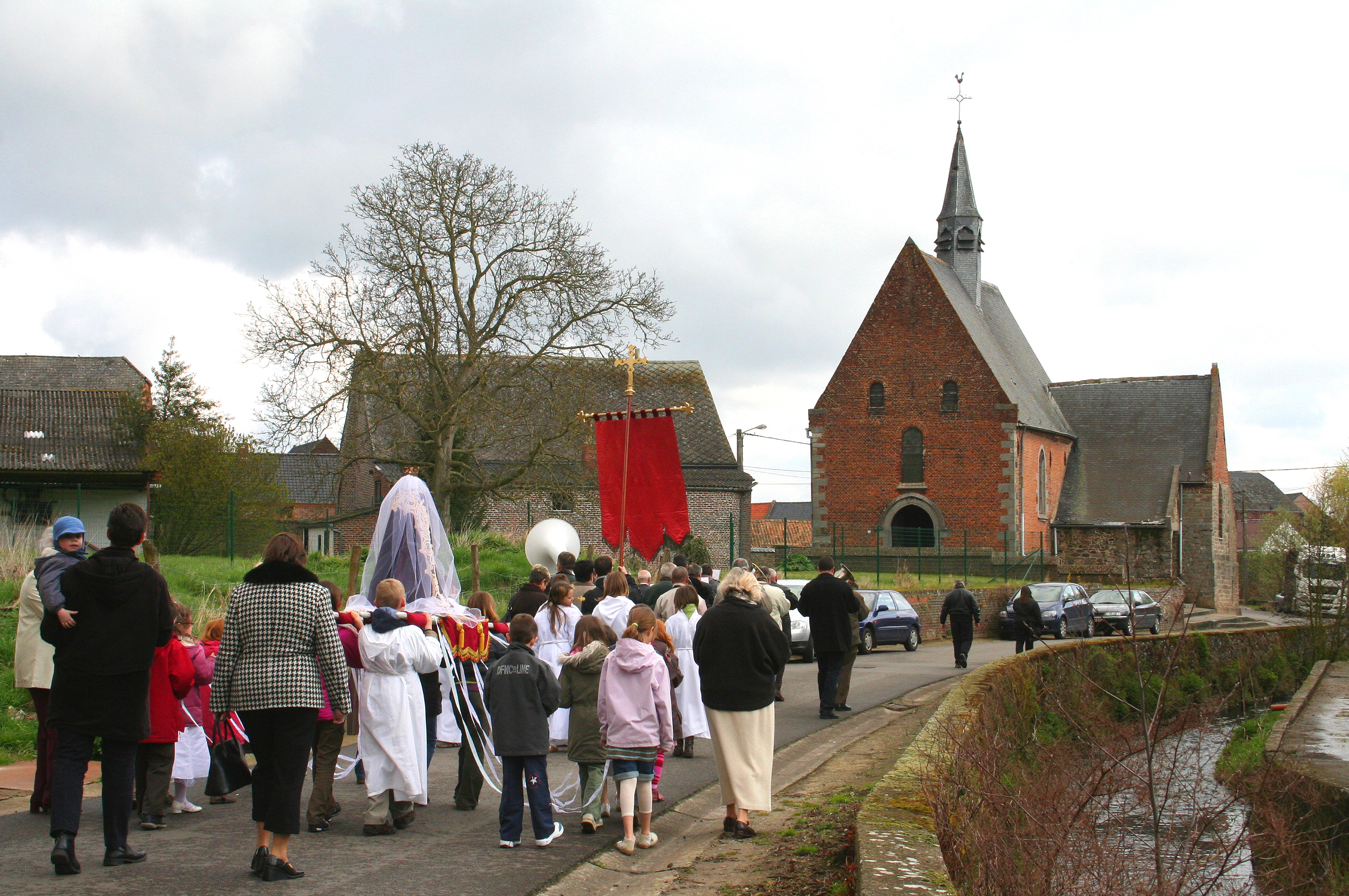
Estinnes-au-Mont, kapel Notre-Dame de Cambron

## Nabijgelegen kernen
Estinnes-au-Val, Vellereille-les-Brayeux, Waudrez, Vellereille-le-Sec, Haulchin, Fauroeulx